# 다니엘라 브라가
다니엘라 브라가(Daniela Braga, 1992년 1월 23일 ~ )는 브라질의 모델이다. 흔히 대니 브라가(Dany Braga)라는 이름으로 알려져 있다.